# Федорук Деян Олегович
Деян Олегович Федорук (нар. 27 вересня 2001) — український футболіст, захисник.

## Життєпис
Футбольну кар'єру розпочав 2018 року в складі «Металурга» (Запоріжжя). За «металургів» у сезоні 2018/19 років виступав у юніорському чемпіонаті України, де зіграв 16 матчів (1 гол).
Напередодні старту сезону 2019/20 років приєднався до «Ниви». Дебютував у футболці вінницького клубу 27 липня 2019 року в програному (0:1) домашньому поєдинку 1-о туру групи А Другої ліги проти житомирського «Полісся». Деян вийшов на поле на 85-й хвилині, замінивши Дениса Червінського.